# Integrative Bewegungstherapie
Die Integrative Leib- und Bewegungstherapie (IBT) ist eine bewegungs- und körperorientierte Methode im Rahmen des Psychotherapieverfahrens der Integrativen Therapie. Sie betont die Ganzheitlichkeit des Menschen als „Körper-Seele-Geist-Welt-Wesen“. Im Ansatz der IBT werden ressourcenfördernde, stressreduzierende und persönlichkeitsbildende Maßnahmen mit körperzentrierter, bewegungsagogischer und psychotherapeutischer Arbeit verbunden.
Sie setzt an der Leiblichkeit des Menschen an, sie versteht sich als Therapie, „die den Menschen in seiner vollen Realität erfassen will. Wenn sie schwerpunktmäßig über den wahrnehmenden und den erlebten Körper, den Leib also, das therapeutische Geschehen einleitet, so wird damit in keiner Weise die seelische oder geistige Dimension des Menschen vernachlässigt. […] Körper, Seele und Geist sind in diesem Sinne als miteinander unlösbar verbundene Dimensionen personaler Leiblichkeit zu sehen.“
Die Deutsche Gesellschaft für Integrative Leib- und Bewegungstherapie e.V. (DGIB) vertritt im Außenverhältnis die IBT in fachlicher, wissenschaftlicher und berufspolitischer Hinsicht. Sie steht in Kooperation mit anderen nationalen und internationalen Fachverbänden.

## Geschichte
Die Integrative Leib- und Bewegungstherapie wurde in den 1970er-Jahren von Hilarion Petzold, Ilse Orth, Johanna Sieper und Hildegund Heinl und an der Europäischen Akademie für psychosoziale Gesundheit (EAG/FPI) begründet und seither beständig weiterentwickelt und vertieft.
Erste Schriften zur Integrativen Therapie wurden von Hilarion Petzold bereits in den 1960er Jahren veröffentlicht. Zuerst eingesetzt wurde sie 1965 im klinischen Rahmen, seit 1972 wurde sie am Fritz Perls Institut für Integrative Therapie, Gestalttherapie und Kreativitätsförderung (heute EAG/FPI) gelehrt, 1979 dann auch an der Freien Universität Amsterdam.
Die IBT ist von Beginn an sowohl mit den Biografien ihrer Begründer als auch mit der Entwicklung des Integrativen Ansatzes eng verknüpft, da der Zugang über Leib und Bewegung als Ausgangspunkt der Therapie insgesamt ein Kernthema der Integrativen Therapie darstellt.
Die Fachzeitschrift Integrative Bewegungstherapie wird von der Deutschen Gesellschaft für Integrative Leib- und Bewegungstherapie (DGIB) herausgegeben. Auf ihrer Webseite findet sich frei zugänglich ein ausführliches Online-Archiv mit Artikeln seit 1991.

## Anwendungsbereiche
Anwendung findet die IBT in vielfältigen Bereichen psychosozialer Begleitung und Unterstützung von Menschen. Häufig findet man sie in psychiatrischen und psychosomatischen Kliniken in Form von Einzel- und Gruppentherapien. Aber auch in freier Praxis wird integrative Leib- und Bewegungstherapie angeboten. Schließlich findet sie auch Eingang in andere Berufsfelder und bereichert die Arbeits- und Zugangsweise z. B. von in der sozialen Arbeit oder im Erziehungsbereich Tätigen.
Gemäß ihrer Modalitäten kann die IBT mit verschiedenen Zielsetzungen und an das jeweilige Klientel und die Themen- und Bedürfnislage angepasst eingesetzt werden:
- in der übungszentriert-funktionalen Modalität geht es um strukturierte Übungsangebote, die auf das Kennenlernen des eigenen Körpers, die Bewahrung und Förderung der Körperfunk-tionen (z. B. Atmung, Spannungs-Entspannungs-Regulation, Balance von Engung und Weitung, Förderung eines Eutonus) zielen. Hier gibt es zumeist eine geringe emotionale Beteiligung, dafür findet bewusste Willensarbeit und das Einüben neuer Verhaltensweisen statt.

- in der erlebniszentriert-stimulierenden Modalität wird auf die Erweiterung des Bewusstsein und die Vergrößerung des Wahrnehmungs- und Handlungsspielraums gezielt. Hier geht es um das Erleben der eigenen Fähigkeiten, um multiple Stimulierung zur Erlebnisaktivierung und ressourcenaktivierende Erfahrungsangebote. Hier ist eine größere emotionale Beteiligung zu verzeichnen. Wenn hier biografisch gearbeitet wird, dann geht es tendenziell um ein Anknüpfen an frühere gute Erfahrungen von Freude und Glück zur Bestärkung der Ressourcen und der Erlebensmöglichkeiten. Hier geht es also um eine Hinführung zu persönlichen Stärken und Potenzialen.
- in der konfliktzentriert-aufdeckenden Modalität wird auf Lösung, Ermöglichen eines freien Flusses von Gefühlen und psychischer und physischer Kräfte, Einsicht in die eigene Lebensgeschichte und deren Zusammenhänge soweit das Bearbeiten konflikthafter Themen und Probleme gezielt. Hier geht es also um das Aufdecken und Bearbeiten verdrängter Defizite, Traumata, Störungen, Konflikte und Ketten belastender biografischer Ereignisse. Entsprechend gibt es hier eine große emotionale Beteiligung. Es wird sich befasst mit muskulären (chronischen) Verspannungen, Haltungen, Ausdrucksmustern sowie entsprechend der Mobilisierung von Erstarrung. Verarbeitung geschieht hier durch leiblichen Ausdruck und kognitives und emotionales Durcharbeiten.

## Das Menschenbild der Integrativen Leib- und Bewegungstherapie
Um die Arbeitsweise der Integrativen Leib- und Bewegungstherapie zu verstehen, ist ein gewisses Verständnis vom Integrativen Menschenbild wichtig.
Der Mensch wird hier als Körper-Seele-Geist-Welt-Wesen gesehen, was wiederum auch als Leib-Subjekt in Kontext (seiner Lebenswelt) und Kontinuum (seinem zeitlichen Horizont, Vergangenheit, Gegenwart, Zukunft) bezeichnet wird. Sprich: in der Integrativen Leib- und Bewegungstherapie kommt dem Leibbegriff eine große Bedeutung zu. Mit diesem Begriff knüpft die IBT an philosophische Konzepte genauso an wie an moderne Bio-, Psycho-, Neuro- und Sozialwissenschaften.
Mit dem Begriff Körper wird der biologische Organismus bezeichnet, die biologische Grundlage allen Lebens und Lernens und ist damit eher eine physikalische Größe.
Der Begriff Leib geht darüber hinaus: er bezeichnet den belebten, beseelten, lebendigen Körper. Der Leib wird als Erinnerungsspeicher verstanden (informierter Leib), der die Biografie des Menschen in sich speichert – auch wenn sie dem Menschen selbst nicht in allen kleinen Teilen bewusst ist. Dies geschieht im ständigen Austausch und in wechselseitigen Beziehungen mit seiner Umwelt, seiner Lebenswelt.
Dabei wird der Mensch immer eingebettet (embedded) in seine Lebenswelt und in Verbindung mit seinem sozialen Netzwerk gesehen. In Prozessen der Sozialisation (Einflüsse aus dem sozialen Nahraum), Enkulturation (Einflüsse aus dem umfassenden Kulturraum) und Ökologisation (Einflüsse aus der Umwelt) wird diese Einbettung aufgenommen, also verleiblicht (embodied).
Dieses Bild des Menschen hat auch Einfluss auf die Theorie des menschlichen Lernens, welche die Arbeit der Integrativen Leib- und Bewegungstherapie prägt.
Es begründet das Verständnis jeder menschlichen Entwicklung als komplexe Entwicklung und das Verständnis der Integrativen Therapie als Entwicklungstherapie in der Lebensspanne. Diese orientiert sich deshalb am lifespan developmental approach. Daher versteht sich auch jedes menschliche Lernen als komplexes Lernen.
Dieses Grundverständnis prägt die Integrativen Interventionen maßgeblich, weshalb in der Integrativen Leib- und Bewegungstherapie das eigenleibliche Spüren einen besonders hohen Stellenwert erhält.

## Eigenleibliches Spüren
Das eigenleibliche Spüren ist ein zentraler Ausgangspunkt in der IBT. Im eigenleiblichen Spüren wird die Wahrnehmungsfähigkeit des eigenen Leibes, und damit auch der eigenen Emotionen, inneren Regungen, Spannungen, Haltung, Mimik, Gestik, Atmung, Stimmlage etc. geschult. Sie dient dazu, den Kontakt zu sich selbst (wieder) herzustellen oder zu verbessern.
Ein Mensch mit einer gesunden Entwicklung ist in der Lage sich selber zu spüren. Bei vielen Menschen jedoch ist diese Fähigkeit eingeschränkt. Dann liegt ein Verlust an eigenleiblichem Spüren vor. Das kann verschiedene Gründe haben, etwa Traumata, Konflikte, Defizite, also pathogene Stimulierungen. Diese können zu „Selbstanästhesierung“ (eine Form des sich selbst nicht mehr Fühlens), führen. Damit werden Informationen über das eigene Befinden und körperliche Zustände nicht mehr bewusst wahrgenommen, sie bleiben im Unbewussten verborgen.
In der IBT wird daher das eigenleibliche Spüren intensiv geschult, um den Zugang zu sich selbst und zum eigenen inneren Erleben wieder zu fördern. Dies kann zum Beispiel mit verschiedenen Formen der Arbeit mit kreativen Medien und intermedialen Quergängen geschehen. Häufig findet auch die Technik des Lotens Anwendung: Hier werden Wahrnehmungen im eigenleiblichen Spüren angeregt,
„um sie mit der Technik des ‚Lotens‘ [...] durch Aufmerksamkeitsfokussierung, Berührung, Atem, Haltungsvorgaben zu aktivieren und zur ‚Resonanz‘ zu bringen, d. h. Szenen und Atmosphären in die Erinnerung und ins Bewusstsein treten zu lassen, die Kausalzusammenhänge verstehbar machen“.
Das bedeutet, dass hier auch (biografische) Sinnzusammenhänge aufgetan werden, die dem Selbstverstehen dienen sollen: Sich selbst auf dem Weg des eigenen geworden-Seins verstehen lernen.

## Thymopraktik
Ein weiterer wesentlicher Bestandteil der integrativ Leib- und bewegungstherapeutischen Arbeit wird als Thymopraktik bezeichnet, die beziehungs- und emotionszentrierte Arbeit an und mit dem Leib. Sie wird auch als „Umgang mit den leiblichen Regungen“ bezeichnet. Sie zielt darauf, ‚in den Leib verdrängte‘ Erfahrungen, Verbales wie Nonverbales, Materielles wie Transmaterielles miteinander zu verbinden, zu mobilisieren, also in Bewegung, in Fluss zu bringen und für die Therapie nutzbar zu machen.
„Integrative Leib- und Bewegungstherapie als ‚Thymopraktik’ ist ein Verfahren phänomenologisch und tiefenhermeneutisch begründeter Behandlung, die den Menschen in seiner Ganzheit, seiner körperlichen Realität, seinen seelischen Regungen, seinen geistigen Strebungen und seinem sozialen und ökologischen Eingebundensein zu erreichen sucht. Sie gründet auf der anthropologischen Annahme, daß der Leib als ganzer die Person ist. Ihre Praxis besteht deshalb in der gezielten und theoriegeleiteten Beeinflussung von Haltungen, Verhalten und sozialen Kontexten, d. h. von somatomotorischen, emotionalen, kognitiven und sozialen ‚Stilen‘ des Leib-Subjektes im Rahmen einer therapeutischen Beziehung. In dieser arbeiten Therapeut und Patient zusammen daran, S i n n zu erfahren, miteinander E i n s i c h t zu gewinnen und ein Klima herzustellen, in dem ‚korrigierende emotionale Erfahrungen‘ und ‚alternatives Erleben‘ möglich werden, so daß Krankheit geheilt, Leiden gelindert, Gesundheit aufgebaut und persönliches und zwischenmenschliches Wachstum gefördert wird.“
So soll eine umfassende Bewusstheit im Sinne eines umfassenden, komplexen Verständnis für sich selbst gefördert und entwickelt werden. Der Leib wird in seinen wahrnehmenden, erinnernden und sich ausdrückenden Eigenschaften angesprochen. Damit können und sollen Anästhesierungen des perzeptiven (wahrnehmenden) Leibes, Inhibierungen des expressiven Leibes (Ausdruckshemmungen) und Amnesierungen des memorativen Leibes (Gedächtnisverluste) gelöst und aufgehoben werden. Mit dem so zu Stande kommenden Wissen über sich selbst wird letztlich auf die Veränderung von Verhaltensweisen und Persönlichkeitsstrukturen gezielt. Denn diese, so die Persönlichkeitstheorie der Integrativen Therapie, lassen sich auf pathogene Beziehungserfahrungen zurückführen und drücken sich beispielsweise in chronischen Muskelverspannungen oder dysfunktionalen Atem-, Bewegungs-, Haltungsmustern aus.
Daraus lassen sich neue Verhaltens-, Denk- und Wahrnehmungsmuster erarbeiten, die dann geübt und erlernt werden können. Diese werden gemeinsam erarbeitet, emotional bewertet (valuation) und kognitiv eingeschätzt (appraisal) und auf dieser Basis immer im Sinne des Patienten oder der Patientin entwickelt. Dies führt zu einer Umleibung und damit zu neuen, selbstgewählten Verhaltensweisen, die einem gesunden, gesundheitsförderlichen und bewegungsaktiven Lebensstil dienlich sind. In den sich so ergebenden Umleibungen werden nachhaltige Veränderungen, die Speicherung gelingender Beziehungserfahrungen im Sinne ‚korrektiver Verkörperungen‘ möglich, der Leib wird zu einem neu-informierten Leib und positive Selbstwahrnehmungen werden möglich.